# 聯合國安全理事會第54號決議
聯合國安理會第54號決議是1948年7月15日在聯合國安全理事會第338次會議通過的。這項決議斷定了巴勒斯坦的情況構成了聯合國憲章第39條下對和平的威脅。這項決議命令所有有關國家當局停止軍事行動，向其軍方及軍事部隊發出停火令，生效期由調解專員於三天內決定。決議亦宣布違反停火令的視作憲章第三十九條的破壞和平處理。決議為着緊急的必要，命令耶路撒冷市在下一日立即無條件停火。決議還指示調解專員繼續解除耶路撒冷市的武裝，確保市內的進出自由，調查可能違反安理會停火令的事件，並為此要求秘書長提供專員完成事務所需的人員、款項和設施。
該決議在敘利亞反對，阿根廷、烏克蘭蘇維埃社會主義共和國及蘇聯棄權下，以7票對1票通過。

## 外部連結
- 54號決議全文 （页面存档备份，存于）